# Rolf Miller

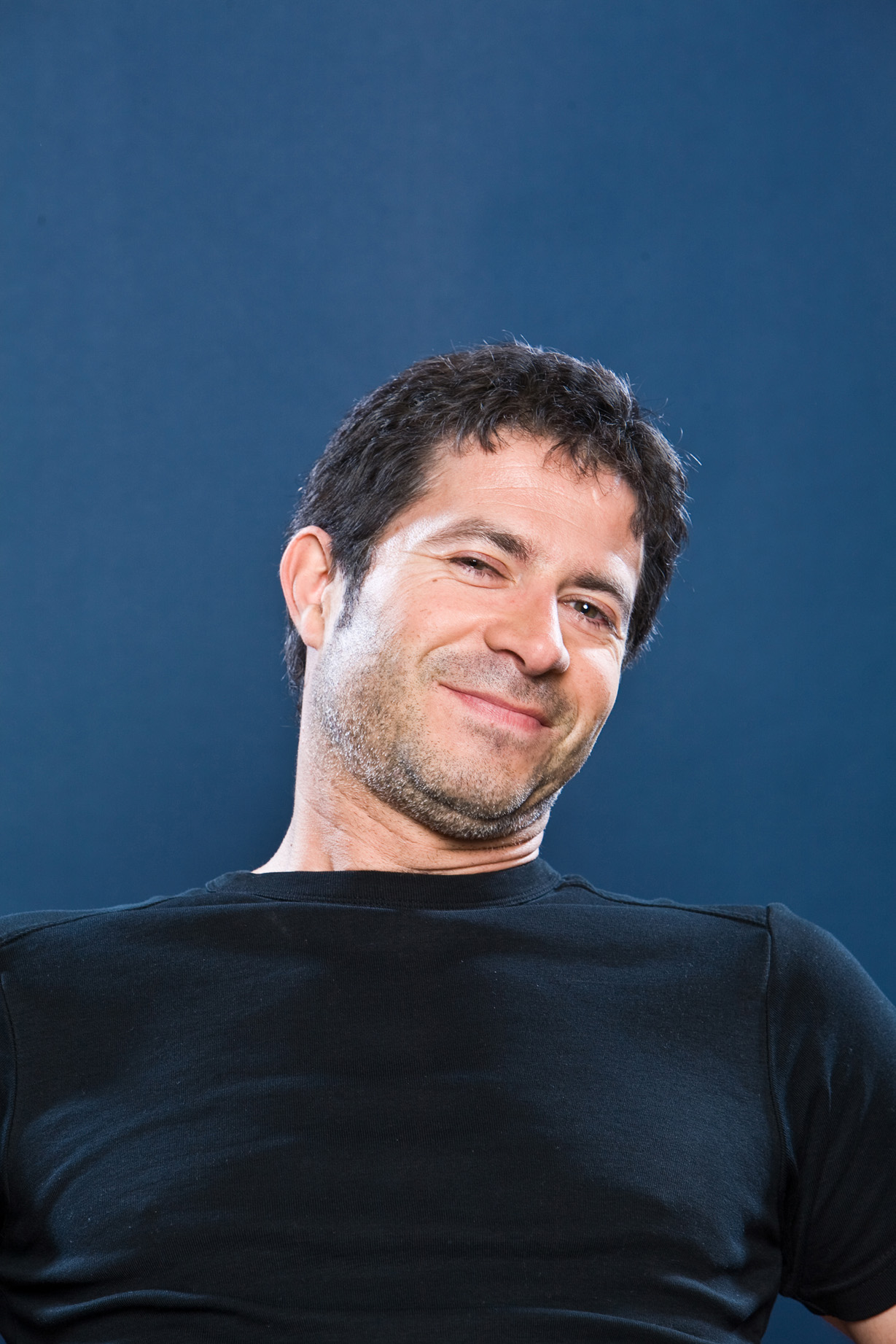
Rolf Miller, im März 2009

Rolf Miller (* 21. April 1967 in Walldürn) ist ein deutscher Kabarettist. Er wurde 2011 als der „konsequenteste Minimalist auf deutschen Kabarettbühnen“ bezeichnet.

## Leben und Karriere
Miller absolvierte sein Abitur an der Frankenlandschule Walldürn und studierte anschließend Verwaltungswissenschaften an der Hochschule Kehl. Erste Auftritte erfolgten in der Mensa der Hochschule in Kehl.
Die Bühnenpremiere feierte Miller in der Kulturbühne Biermichel in Neumühl bei Kehl mit dem Programm Brennzeichen D – kurz vorm Höhepunkt. 1994 kam mit dem Gewinn des Passauer Scharfrichterbeils sowie des Kleinkunstpreises Baden-Württemberg für das Programm Ich Deutscher – nix verstehn der Durchbruch als Kabarettist. In dieser neuartigen Bühnenpräsentation experimentierte Miller in Zusammenarbeit mit der Medienkünstlerin Marion Pfaus mit Live-Videomaterial und Mitschnitten aus vorherigen Aufführungen.
In der KabarettMusikTalkTheaterImprovisationsSpielSpaßShow Zungenschlag entwickelte Miller 1998 zusammen mit dem Förderer Axel Naumer die typische Bühnenfigur in vielen kleinen Auftritten. Zu dieser Zeit entstand auch das erste Programm Der Spaß ist voll mit dieser Figur, die er bis heute auf der Bühne verkörpert. 2006 wurde er mit dem Deutschen Kleinkunstpreis in der Sparte Kabarett für das Programm Kein Grund zur Veranlassung ausgezeichnet.
Die von Miller erschaffene Kunstfigur gibt ihre höchst subjektive Sicht der Dinge in odenwäldischer Mundart zum Besten. Gesellschaftlich relevante Themen werden dabei häufig auf dem Niveau selbstgefälliger Stammtischrede abgehandelt, bei der selbst die Verwendung vielbemühter Phrasen noch zu mühevoll erscheint, um sie fehlerfrei wiederzugeben. Unvollständige, abrupt endende Sätze offenbaren zahlreiche gedankliche Brüche und sorgen für Komik. „Hinter der Pause lauert die Pointe“ – so die Jury des Deutschen Kleinkunstpreises. Miller benutzt dabei nur einen Stuhl und eine Wasserflasche als Requisiten.
Rolf Miller tritt seit 1998 auch immer wieder im öffentlich-rechtlichen Fernsehen auf; so war er unter anderem in Ottis Schlachthof im Bayerischen Rundfunk häufig zu Gast und ist seit 2010 regelmäßig im Format Asül für alle zu sehen.
Millers Bühnenprogramm Tatsachen feierte am 16. Oktober 2009 im Aschaffenburger Kabarett im Hofgarten Premiere. 2011 erhielt er hierfür den Deutschen Kabarettpreis des Nürnberger Burgtheaters.
2013 zeichnete der BR das Programm Tatsachen auf; die Sendung lief in 2 Teilen im Januar 2014. Im Oktober 2014 feierte Miller mit seinem neuen Soloprogramm Alles andere ist primär Premiere im Mainzer Unterhaus.
Rolf Miller wohnt im südlichen Stuttgart.

## Kabarett-Programme
- 1991–1994 – Brennzeichen D – kurz vorm Höhepunkt
- 1994–1998 – Ich Deutscher – nix verstehn (Regie: Hilde Schneider)
- 1998–2004 – Der Spaß ist voll (Regie: Hilde Schneider)
- 2005–2009 – Kein Grund zur Veranlassung
- 2010–2014 – Tatsachen
- 2014–2018 – Alles andere ist primär
- 2018–2022 – Obacht Miller
- seit 2023 – Wenn nicht wann dann jetzt

## Veröffentlichungen auf CD/DVD oder im Download
- 2003 – Der Spaß ist voll (CD, WortArt)
- 2005 – Kein Grund zur Veranlassung (CD, WortArt)
- 2007 – Kein Grund zur Veranlassung (DVD, Feez/Sony)
- 2009 – Kein Grund zur Veranlassung. Director’s Cut (Neuaufnahme, CD, WortArt)
- 2010 – Tatsachen (CD, Feez/Sony)
- 2014 – Tatsachen (DVD, Feez/Sony)
- 2016 – Alles Andere ist primär (CD, Feez/Sony Music)
- 2021 – Obacht Miller (Download, Feez/Sony Music)

Kompilationen
- 2004 – Gipfelstürmer (CD, WortArt)
- 2004 – Das Beste aus Ottis Schlachthof (CD, WortArt)
- 2006 – Die Wahrheit über Deutschland pt. 6 (CD, WortArt)

## TV-Auftritte
- BR – Ottis Schlachthof 1998–2013
- WDR – Mitternachtsspitzen regelmäßig seit 2004
- ZDF – Neues aus der Anstalt 2007/2008/2011
- BR – Kabarett aus Franken regelmäßig seit 2008
- ARD – Satiregipfel 2011/2012
- 3sat – Zeltfestival 2012
- BR – Asül für alle regelmäßig seit 2010
- ZDF – Die Anstalt 2017
- BR – Ringlstetter 2017

## Auszeichnungen
- 1994 – Passauer Scharfrichterbeil
- 1994 – Kleinkunstpreis Baden-Württemberg
- 1998 – Hessischer und Norddeutscher Kabarettpreis
- 2000 – Saarländische Kabarettpreis, St. Ingberter Pfanne
- 2001 – AZ Stern – Abendzeitung München
- 2002 – Münsterländer Kabarettpreis
- 2004 – Das große Kleinkunstfestival, Berlin-Preis
- 2004 – Bayerischer Kabarettpreis in der Kategorie Senkrechtstarter
- 2005 – AZ Stern des Jahres der Abendzeitung München für die beste Kabarettaufführung des Jahres in München
- 2005 – Zeck-Kabarettpreis Newcomerpreis Fresh-Zeck
- 2006 – Deutscher Kleinkunstpreis in der Kategorie Kabarett
- 2009 – AZ Stern – Abendzeitung München
- 2011 – Deutscher Kabarettpreis des Nürnberger Burgtheaters (Hauptpreis)
- 2013 – Mundartpreis Badisch-Franken